# Міжнародні відносини України

Міжнародні відносини України.

Міжнародні  відносини України — це сукупність стосунків держави Україна з іншими державами світу та міжнародними організаціями.

## Європа

### Бельгія
- 31 грудня 1991 року: Визнання Бельгією незалежності України
- 10 березня 1992 року: Встановлення дипломатичних відносин

### Білорусь
- 1991: визнання незалежності України.
- 27 грудня 1991: встановлення двосторонніх відносин.
- 30 червня 1992: відкриття українського посольства в Мінську.
- 12 жовтня 1993: відкриття білоруського посольства в Києві.
- 17 серпня 1995: офіційний візит президента Білорусі Олександра Лукашенка в Україну; укладено договір про співробітництво.
- 12 травня 1997: укладено договір про делімітацію кордону.

### Болгарія
- 5 грудня 1991: визнання незалежності України.

### Велика Британія
- 31 грудня 1991: визнання незалежності України[1].

### Вірменія
- 18 грудня 1991: визнання незалежності України.
- 14 травня 1996: підписано Українсько-вірменський договір про дружбу і співробітництво.

### Греція
- 31 грудня 1991: визнання незалежності України.
- 15 січня 1992: встановлення двосторонніх відносин.

### Естонія
- 9 грудня 1991: визнання незалежності України.

### Іспанія
- 31 грудня 1991: визнання незалежності України.

### Італія
Докладніше: Українсько-італійські відносини
- 28 грудня 1991: визнання незалежності України[2].

### Латвія
- 4 грудня 1991: визнання незалежності України.

### Литва
- 4 грудня 1991: визнання незалежності України.

### Мальтійський Орден
- 5 липня 2007: визнання незалежності України.

### Монако
- Дипломатичні відносини між Україною та Князівством Монако встановлено 26 липня 2007 р.

### Німеччина
- 26 грудня 1991: визнання незалежності України.

### Норвегія
- 18 грудня 1991: визнання незалежності України.

### Польща
- 2 грудня 1991: визнання незалежності України.

### Португалія
- 7 січня 1992: визнання незалежності України.

### Росія
- 5 грудня 1991: визнання незалежності України.
- 14 лютого 1992: встановлення двосторонніх відносин, відкриття українського посольства в Москві.
- 1997: договір про базування російського Чорноморського флоту в українському Севастополі до 2017 року.
- 30 вересня — 2 грудня 2003: прикордонний конфлікт довкола українського острова Тузла.
- 22 листопада — 26 грудня 2004: Помаранчева революція; похолодання у відносинах.
- 8 грудня 2005 — 2 січня 2006: перший газовий конфлікт.
- 7—16 серпня 2008: підтримка Україною Грузії в російсько-грузинській війні.
- 30 грудня 2008 — 6 лютого 2009: другий газовий конфлікт.
- 2009: тиск російського уряду на Об'єднання українців Росії.
- 21 квітня 2010: Харківські угоди; термін перебування російського Чорноморського флоту в українському Севастополі продовжено до 2042 року в обмін на здешевлення для України російського газу.
- 24 листопада 2010: ліквідовано Федеральну національно-культурну автономію українців Росії.
- 24 грудня 2010: закрито Бібліотеку української літератури в Москві.
- 24 лютого 2022: Україна розірвала дипломатичні відносини з Росією після російського вторгнення в Україну.

### Румунія
- 8 січня 1992: визнання незалежності України.
- 16 вересня 2004 — 3 лютого 2009: процес «Румунія проти України»; Україна втратила значну частину чорноморського континентального шельфу, багатого на нафту і газ, в районі острова Зміїний.

### Словаччина
- 8 грудня 1991: визнання незалежності України (на той час частина Чеської і Словацької Федеративної Республіки).

### Словенія
- 5 грудня 1991: визнання незалежності України.

### Туреччина
- 16 грудня 1991: визнання незалежності України.

### Угорщина
- 3 грудня 1991: визнання незалежності України.

### Фінляндія
- 30 грудня 1991: визнання незалежності України.

### Франція
- 27 грудня 1991: визнання незалежності України.

### Чехія
- 6 грудня 1991: визнання незалежності України (на той час частина Чеської і Словацької Федеративної Республіки).

### Швеція
- 18 грудня 1991: визнання незалежності України.

## Азія

### В'єтнам
- 27 грудня 1991: визнання незалежності України.

### Грузія
- 12 грудня 1991: визнання незалежності України.
- 14 серпня 1992 — 30 вересня 1993: участь УНА-УНСО на боці Грузії в Абхазькій війні.
- 10 жовтня 1997: створення ГУАМ.
- 7—16 серпня 2008: підтримка Україною Грузії в російсько-грузинській війні.

### Ізраїль
- 25 грудня 1991: визнання незалежності України.

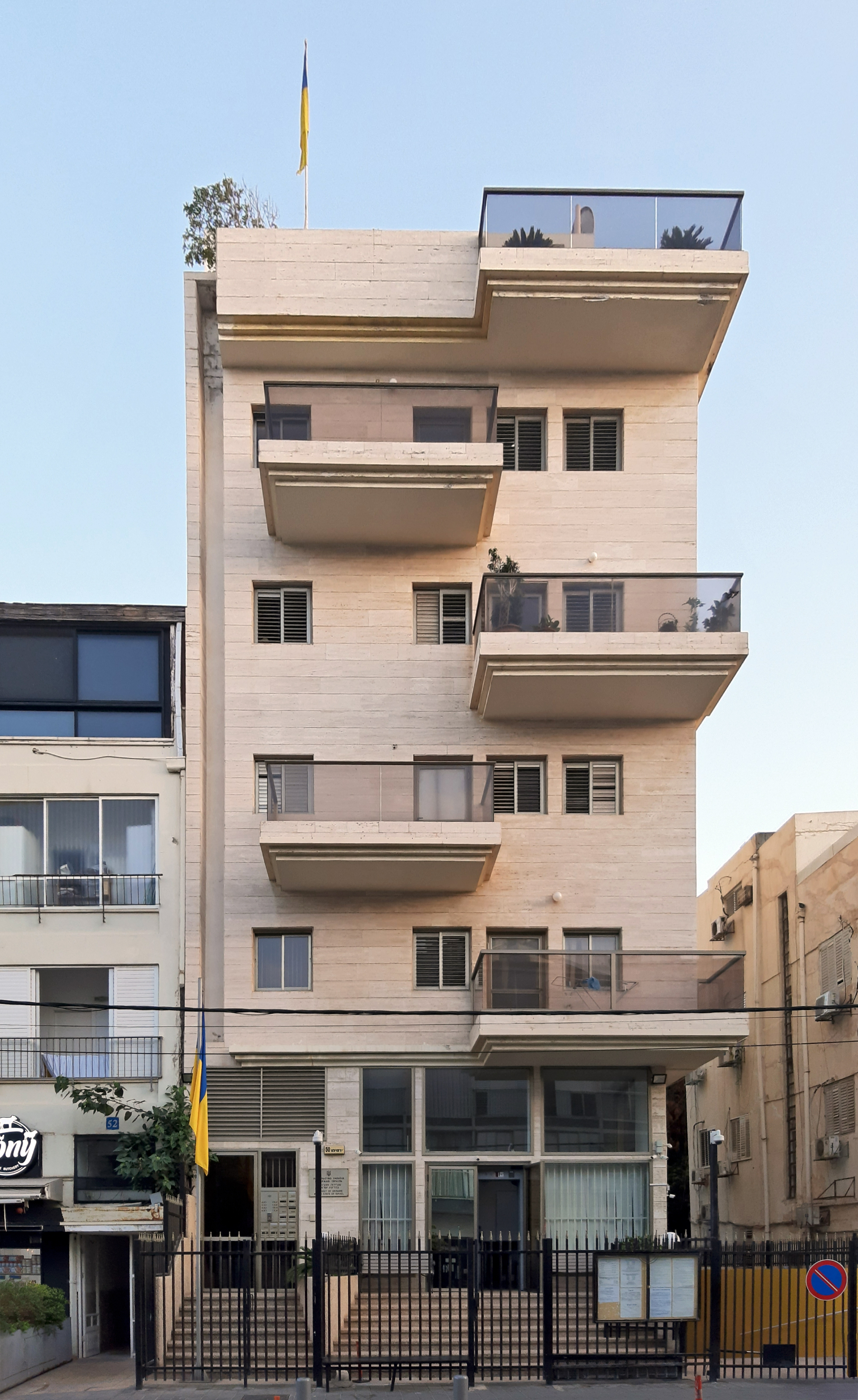
Посольство України в Ізраїлі

### Індія
- 26 грудня 1991: визнання незалежності України.

### Ірак
- 1 січня 1992: визнання незалежності України.
- 11 серпня 2003 — 9 грудня 2008: українська миротворча місія в Іраку.

### Іран
- 25 грудня 1991: визнання незалежності України.

### Казахстан
- 23 грудня 1991: визнання незалежності України.

### КНР
- 27 грудня 1991: визнання незалежності України[3].

### Монголія
- 13 січня 1992: визнання незалежності України.

### Південна Корея
- 30 грудня 1991: визнання незалежності України[4].

### Таїланд
- 26 грудня 1991: визнання незалежності України.

### Японія
- 28 грудня 1991: визнання незалежності України[5].
- 26 січня 1992: встановлення двосторонніх відносин.
- 20 січня 1993: відкриття японського посольства в Києві.
- 22—25 березня 1995 року: офіційний візит президента України Леоніда Кучми до Японії.
- 23 березня 1995: відкриття українського посольства в Токіо.
- 20—23 липня 2005 року: офіційний візит президента України Віктора Ющенка до Японії.
- 18—21 січня 2011 року: офіційний візит президента України Віктора Януковича до Японії.

## Африка

### Туніс
- 25 грудня 1991: визнання незалежності України.

### Ефіопія
- 2 січня 1992: визнання незалежності України.

### Судан
- 4 червня 1992: визнання незалежності України.

### Чад
- 10 січня 1993: визнання незалежності України.

### Нігерія
- 10 грудня 1992: визнання незалежності України.

### Сенегал
- 2 червня 1992: визнання незалежності України.

### Південний Судан
- 11 січня 2012: визнання незалежності південного судану.

### Мадагаскар
- 4 березня 1992: визнання незалежності України.

### Руанда
- 7 травня 1993: визнання незалежності України.

### Мозамбік
- 17 березня 1992: визнання незалежності України.

### ПАР
- 14 лютого 1992: визнання незалежності України.

### Алжир
- 1992: визнання незалежності України.

### Кенія
- 5 березня 1993: визнання незалежності України.

### Намібія
- 30 грудня 1991: визнання незалежності України.

### Єгипет
- 1991: визнання незалежності України.

### Буркіна-Фасо
- 16 січня 1992: визнання незалежності України.

## Північна Америка

### Канада
- 2 грудня 1991: визнання незалежності України.

### Куба
- 5 грудня 1991: визнання незалежності України.

### Мексика
- 25 грудня 1991: визнання незалежності України.

### США
- 25 грудня 1991: визнання незалежності України.
- 3 січня 1992: встановлення двосторонніх відносин.
- 18 листопада 2005: Сенат США скасував поправку Джексона-Вейніка для України.

## Південна Америка

### Аргентина
- 5 грудня 1991: визнання незалежності України.

### Болівія
- 5 грудня 1991: визнання незалежності України.

### Бразилія
- 26 грудня 1991: визнання незалежності України.

### Венесуела
- 9 січня 1992: визнання незалежності України.

### Гаяна
.
- 8 січня 1992: визнання незалежності України

### Парагвай
.
- 24 лютого 1992: визнання незалежності України.

### Перу
.
- 7 березня 1992: визнання незалежності України.

## Австралія й Океанія

### Австралія
- 26 грудня 1991: визнання незалежності України.

### Нова Зеландія
- 3 березня 1992: визнання незалежності України.